# Carlos Guinle (bairro)
Carlos Guinle é um bairro do município de Teresópolis, localizado no interior do estado do Rio de Janeiro, no Brasil. De acordo com o Instituto Brasileiro de Geografia e Estatística (IBGE), com dados do censo de 2010, a população do bairro era de 1 287 habitantes, sendo 614 homens (47.71%) e 673 mulheres (52.29%), em um total de 1 298 domicílios particulares permanentes.
A origem do bairro se dá a partir da aquisição de Carlos Guinle da propriedade "Fazenda Comary" por parte da Companhia Imobiliária e de Fomento Agrícola (CIFA) em 26 de junho de 1944, sendo uma área total de 6.600.000 m². Anos mais tarde, em 1951, teve início o loteamento da propriedade, dando início as primeiras edificações na área. Em 1978, a Confederação Brasileira de Futebol comprou uma propriedade no bairro, conhecida como Granja Comary, com a intenção de construir ali um centro de treinamento para a Seleção Brasileira de Futebol, algo que se concretizou anos mais tarde, em 1987. O local conta com mais de 150 mil metros quadrados de área verde, divididas entre cinco campos, infraestrutura para atendimento aos atletas e um moderno centro de treinamento. Além da seleção adulta, possui centro de treinamento de outras categorias.
O bairro possui outras atrações turísticas além da Granja Comary, como o Lago Comary, onde por meio de suas margens podem ser vistos os picos da Serra dos Órgãos, incluído o Dedo de Deus, sendo um cartão postal do município de Teresópolis, tombado como patrimônio histórico e cultural pela prefeitura, o Clube Comary, que possui uma área total de 45.000 m², e conta em sua estrutura com um ginásio poliesportivo com capacidade de 1500 torcedores, quadras poliesportivas, campos de futebol, piscinas, áreas sociais, áreas de diversão e muitas outras atividades e o Horto Municipal de Teresópolis, que foi inaugurado em 1968 e possui uma área de 10 mil metros quadrados, integrando o patrimônio público municipal, apresentando diversos atrativos aos visitantes, como área para piquenique, parque para cães, horta, jardins, área de compostagem e estufas para o cultivo de espécies de plantas nativas para o replantio nas praças e espaço públicos da cidade.